# Beostarar
Beostarar (Gracula) är ett släkte med fåglar i familjen starar inom ordningen tättingar med fyra arter som förekommer i Asien från norra Indien till Små Sundaöarna:
- Ceylonbeostare (G. ptilogenys)
- Beostare (G. religiosa)
- Tenggarabeostare (G. venerata)
- Ghatsbeostare (G. indica)